# Katarzyna Zdziebło
Katarzyna Zdziebło (ur. 28 listopada 1996 w Mielcu) – polska lekkoatletka specjalizująca się w chodzie sportowym. Wicemistrzyni świata na dystansie 20 i 35 km, olimpijka, rekordzistka Polski. Z wykształcenia lekarka.
Chodziarką jest również jej siostra, Anna Zdziebło.

## Kariera
Srebrna medalistka Mistrzostw Świata w Lekkoatletyce 2022 na dystansie 20 km z czasem 1:27:31, który jest rekordem Polski i na dystansie 35 km z czasem 2:40:03, poprawionym własnym rekordem Polski. Dziesiąta zawodniczka Igrzysk Olimpijskich w Tokio 2020 na tym samym dystansie. Złota medalistka mistrzostw Polski na dystansie 35 km (Opole 2022 i Dudince 2023). Mistrzyni Polski na dystansie 20 km (Mielec 2019) (Warszawa 2020), (Siedlce 2021), (Sulejówek 2022). Złota (Radom 2019) (Włocławek 2020), (Suwałki 2022) i srebrna (Lublin 2018) medalistka Mistrzostw Polski Seniorów w Lekkoatletyce na dystansie 5000 metrów oraz na dystansie 20 km (Warszawa 2018). Jest także mistrzynią Polski w hali na dystansie 3000 m (2018, 2021, 2023). Jest rekordzistką Polski na dystansie 35 km z czasem 2:49:37. W swoim dorobku ma również 5 rekordów Polski juniorów – na dystansie 10 000 m (2015, Eskilstuna), 20 km (2015, Gdańsk), 5000 m (2015, Stalowa Wola), 10 km (2015, Zaniemyśl), w hali na 3000 m (2018, Toruń).
W 2022 zwyciężyła w rankingu Złote Kolce.

## Osiągnięcia
Opracowano na podstawie:
| Rok  | Impreza                                          | Miejsce    | Konkurencja                 | Pozycja     | Wynik    |
| ---- | ------------------------------------------------ | ---------- | --------------------------- | ----------- | -------- |
| 2013 | Mistrzostwa świata juniorów młodszych            | Donieck    | chód na 5000 m              | 8. miejsce  | 23:50,37 |
| 2014 | Mistrzostwa świata juniorów                      | Eugene     | chód na 10000 m             | 11. miejsce | 47:10,01 |
| 2015 | Puchar Europy w chodzie sportowym                | Murcja     | chód na 10 km juniorów      | 5. miejsce  | 47:52    |
| 2015 | Mistrzostwa Europy juniorów                      | Eskilstuna | chód na 10000 m             | 10. miejsce | 46:31,38 |
| 2016 | Drużynowe mistrzostwa świata w chodzie sportowym | Rzym       | chód na 20 km               | 48. miejsce | 1:35:20  |
| 2018 | Drużynowe mistrzostwa świata w chodzie sportowym | Taicang    | chód na 20 km               | 41. miejsce | 1:34:18  |
| 2018 | Mistrzostwa Europy                               | Berlin     | chód na 20 km               | 21. miejsce | 1:36:01  |
| 2019 | Puchar Europy w chodzie sportowym                | Olita      | chód na 20 km               | 14. miejsce | 1:34:43  |
| 2019 | Uniwersjada                                      | Neapol     | chód na 20 km               | 8. miejsce  | 1:38:56  |
| 2019 | Mistrzostwa świata                               | Doha       | chód na 20 km               | 21. miejsce | 1:38:44  |
| 2021 | Drużynowe mistrzostwa Europy w chodzie sportowym | Podiebrady | chód na 20 km               | 9. miejsce  | 1:29:57  |
| 2021 | Igrzyska olimpijskie                             | Tokio      | chód na 20 km               | 10. miejsce | 1:31:29  |
| 2022 | Drużynowe mistrzostwa świata w chodzie sportowym | Maskat     | chód na 35 km               | 3. miejsce  | 2:51:48  |
| 2022 | Mistrzostwa świata                               | Eugene     | chód na 20 km               | 2. miejsce  | 1:27:31  |
| 2022 | Mistrzostwa świata                               | Eugene     | chód na 35 km               | 2. miejsce  | 2:40:03  |
| 2022 | Mistrzostwa Europy                               | Monachium  | chód na 20 km               | 2. miejsce  | 1:29:20  |
| 2023 | Drużynowe mistrzostwa Europy w chodzie sportowym | Podiebrady | chód na 20 km               | 14. miejsce | 1:34:18  |
| 2023 | Mistrzostwa świata                               | Budapeszt  | chód na 20 km               | –           | DQ       |
| 2023 | Mistrzostwa świata                               | Budapeszt  | chód na 35 km               | –           | DQ       |
| 2024 | Drużynowe mistrzostwa świata w chodzie sportowym | Antalya    | sztafeta mieszana w chodzie | 23. miejsce | 3:05:56  |
| 2024 | Mistrzostwa Europy                               | Rzym       | chód na 20 km               | –           | DQ       |
| 2024 | Igrzyska olimpijskie                             | Paryż      | chód na 20 km               | 30. miejsce | 1:33:52  |
| 2025 | Drużynowe mistrzostwa Europy w chodzie sportowym | Podiebrady | chód na 20 km               | 5. miejsce  | 1:29:19  |

## Rekordy życiowe
- chód na 10 000 m – 44:08,43 (27 marca 2024, Warszawa)
- chód na 10 km – 46:04 (18 kwietnia 2015, Zaniemyśl) – rekord Polski juniorów
- chód na 20 km – 1:27:31 (15 lipca 2022, Eugene) – rekord Polski
- chód na 35 km – 2:40:03 (22 lipca 2022, Eugene) – rekord Polski